# Biografielijst Kh

## Kha
- Bhupen Khakhar (1950-2003), Indiaas kunstschilder
- Nawaf Al-Khaldi (1981), Koeweits voetballer
- Ibn Khaldun (1332-1405/06), Tunesisch geschiedfilosoof en islam-theoreticus
- Khaled (1960), Algerijns zanger
- Khaled Khalifa (1964-2023), Syrisch auteur
- Salman Al Khalifa (1976), Bahreins autocoureur
- Wiz Khalifa (1987), Amerikaans rapper
- Laila El Khalifi (1971), Leila K, Zweeds zangeres
- Alexander Khalifman (1966), Russisch schaker
- Alexandros Khalkokondilis (1880-?), Grieks atleet
- Abubaker Kaki Khamis (1989), Soedanees atleet
- Ali Khamis Khamis (1995), Bahreins atleet
- Aamir Khan (1965), Indiaas acteur
- Ajoeka Khan (1669-1724), Khan van de Kalmukken
- Abdul Khan (1936-2021), Pakistaans atoomgeleerde
- Imran Khan (1952), Pakistaans cricketspeler en politicus
- Mohan Khan (1991), Bengalees atleet
- Omara Khan Massoudi (1948), Afghaans museumdirecteur
- Salman Khan (1976), Amerikaans internetonderwijzer
- Tafazzal Khan (1925), Brits-Pakistaans jurist en politicus
- Kourosh Khani (1989), Iraans autocoureur
- Abdallah el-Khani (1925), Syrisch diplomaat, minister en rechter
- Rajesh Khanna (1942-2012), Indiaas acteur, filmproducent en politicus
- Khalid Khannouchi (1971), Marokkaans-Amerikaans atleet
- Kharma (1977), Amerikaans professioneel worstelaarster; pseudoniem van Kia Stevens
- Awn Shawkat al-Khasawneh (1950), Jordaans politicus, diplomaat en rechter
- Mohammad Khatami (1943), Iraans islamitisch geestelijke en president
- Alexander Khateeb (1984), Brits-Libanees autocoureur
- Firas Al-Khatib (1983), Syrisch voetballer
- Mohammed Abdelkrim El Khattabi (1882-1963), Marokkaans vrijheidsstrijder
- Khavn de la Cruz (1973), Filipijns filmmaker, schrijver en muzikant
- Yasmine Kherbache (1972), Belgisch politica

## Khc
- Rima Khcheich (1974), Libanees zangeres

## Khe

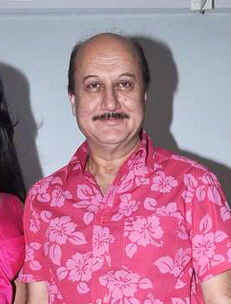
Anupam Kher, 2012

- Anupam Kher (1955), Indiaas acteur, filmproducent en filmregisseur

## Khn
- Fernand Khnopff (1858-1921), Belgisch symbolistische schilder

## Kho
- Elias Khodabaks (1953-2008), Surinaams politicus
- Allam Khodair (1981), Braziliaans-Libanees autocoureur
- Ruhollah Khomeini (1902-1989), Iraans islamitisch geestelijke
- Douglas Khoo (1965), Maleisisch autocoureur
- Har Gobind Khorana (1922-2011), Indisch-Amerikaans moleculair bioloog en Nobelprijswinnaar
- George Elias Khouri (+2004), Arabisch-Israëlisch terreurslachtoffer

## Khu
- Hripsime Khurshudyan (1987), Armeens gewichtheffer
- Khusro I (531-579), Perzisch koning
- Khusro II (590-628), Perzisch koning